# بيث دوفر
بيث دوفر (بالإنجليزية: Beth Dover)‏ هي ممثلة أمريكية، ولدت في 29 أغسطس 1978 في شيكاغو في الولايات المتحدة.

## وصلات خارجية
- بيث دوفر على موقع IMDb (الإنجليزية)
- بيث دوفر على موقع ألو سيني (الفرنسية)
- بيث دوفر على موقع قاعدة بيانات الفيلم (الإنجليزية)